# Теменос
Теменос – (τέμενος) део земљишта издвојен и означен као званична територија краља или другог владара, или део земљишта издвојен из свакодневне употребе и посвећен боговима; светилиште, свети гај. Концепт теменоса јавља се у класичним медитеранским културама као простор за молитве боговима. Овим термином се понекад означавају и тајни гајеви изоловани од простора свакодневног живота. Теменоси су одвојени од окружења оградом или зидом која се назива периболос. 
Карл Густав Јунг (Carl Gustav Jung, 1875-1961), швајцарски психијатар, повезује теменос са магијским кругом који је „сигурно место“ где ментално узима маха. Овај теменос се разликује од других по симетричном врту ружа са фонтаном у средишту где се може остварити сусрет са несвесним и где се ови несвесни садржаји могу безбедно расветлити помоћу свесног.